# Grand Slam Cup
Der Compaq Grand Slam Cup wurde von 1990 bis 1999 in der deutschen Stadt München ausgetragen.

## Geschichte
Das Turnier wurde von der International Tennis Federation (ITF) organisiert. Entwickelt wurde das Turnier 1989 durch den späteren Boris-Becker-Manager Axel Meyer-Wölden und Robert Lübenoff. Die sportliche Bedeutung der Veranstaltung war umstritten, weil die ATP das Turnier nicht anerkannte und keine Weltranglistenpunkte vergeben wurden. Das Turnier war für die Teilnehmer das lukrativste, das es zu der Zeit gab, denn der Sieger erhielt bis zu zwei Millionen US-Dollar Preisgeld. Es war ein Hallenturnier, das von 1990 bis 1996 jährlich nach der ATP-Weltmeisterschaft stattfand. 1997 wurde das Turnier vorverlegt und fand zur letzten Austragung 1999 Ende September statt. Der Belag wechselte 1998 von Teppich zu Hartplatz. Qualifiziert waren die 16 Spieler (bzw. 12 in den Jahren 1998 und 1999), die bei den Grand-Slam-Turnieren des Jahres am erfolgreichsten abgeschnitten hatten. Im Gegensatz zur ATP-WM (Round Robin mit zwei Gruppen sowie Halbfinale und Finale), wurde im gewohnten K.-o.-System gespielt, in den ersten beiden Runden über zwei Gewinnsätze, das Halbfinale und Finale als „best of five“.
Das Damenturnier kam für zwei Ausgaben 1998 dazu. Dort wurde nur mit acht Teilnehmerinnen gespielt.
Im Jahr 2000 wurde der Grand Slam Cup, zusammen mit der ATP-Weltmeisterschaft, vom Tennis Masters Cup abgelöst, der als einzige Saisonabschlussveranstaltung bestehen blieb. Im Anschluss beschloss die ATP das Turnier rückwirkend anzuerkennen, damit den teilnehmenden Spielern die Ergebnisse in ihre Rekordlisten anerkannt werden.
Austragungsort war die Olympiahalle München, da sich in den frühen 1990er-Jahren die Popularität des Tennissports in Deutschland durch die Erfolge insbesondere von Boris Becker und Steffi Graf auf einem Höhepunkt befand.

## Siegerliste
Rekordsieger ist Pete Sampras, der das Turnier als einziger Spieler zweimal (1990 und 1997) gewinnen konnte.

### Herren
| Jahr | Sieger           | Finalgegner      | Ergebnis                  |
| ---- | ---------------- | ---------------- | ------------------------- |
| 1999 | Greg Rusedski    | Tommy Haas       | 6:3, 6:4, 6:75, 7:65      |
| 1998 | Marcelo Ríos     | Andre Agassi     | 6:4, 2:6, 7:61, 5:7, 6:3  |
| 1997 | Pete Sampras     | Patrick Rafter   | 6:2, 6:4, 7:5             |
| 1996 | Boris Becker     | Goran Ivanišević | 6:3, 6:4, 6:4             |
| 1995 | Goran Ivanišević | Todd Martin      | 7:64, 6:3, 6:4            |
| 1994 | Magnus Larsson   | Pete Sampras     | 7:66, 4:6, 7:65, 6:4      |
| 1993 | Petr Korda       | Michael Stich    | 2:6, 6:4, 7:65, 2:6, 11:9 |
| 1992 | Michael Stich    | Michael Chang    | 6:2, 6:3, 6:2             |
| 1991 | David Wheaton    | Michael Chang    | 7:5, 6:2, 6:4             |
| 1990 | Pete Sampras     | Brad Gilbert     | 6:3, 6:4, 6:2             |

### Damen
| Jahr | Sieger          | Finalgegner    | Ergebnis      |
| ---- | --------------- | -------------- | ------------- |
| 1999 | Serena Williams | Venus Williams | 6:1, 3:6, 6:3 |
| 1998 | Venus Williams  | Patty Schnyder | 6:2, 3:6, 6:2 |